# Michael Williams (Leichtathlet, 1971)
Michael Williams (* 1. Juni 1971) ist ein ehemaliger vincentischer Sprinter, der sich auf den 400-Meter-Lauf spezialisiert hatte.
Williams war 1988 in Seoul bei der ersten Teilnahme seines Landes an Olympischen Spielen im Kader. Im Vorlauf des 400-Meter-Wettbewerbs wurde er mit 51,22 Sekunden Siebter. Vier Jahre später bei den Olympischen Spielen in Barcelona war er Mitglied der vincentischen 4-mal-400-Meter-Staffel. Mit ihr belegte er im Vorlauf mit einer Zeit von 3:10,21 Minuten den siebten Platz.